# Бозвел (Пенсилванија)
Бозвел (енгл. Boswell) град је у америчкој савезној држави Пенсилванија.

## Демографија
По попису из 2010. године број становника је 1.277, што је 87 (-6,4%) становника мање него 2000. године.
| Група             | 2000.         | 2010.         |
| Белци             | 1.353 (99,2%) | 1.242 (97,3%) |
| Афроамериканци    | 2 (0,1%)      | 8 (0,6%)      |
| Азијати           | 1 (0,1%)      | 7 (0,5%)      |
| Хиспаноамериканци | 1 (0,1%)      | 5 (0,4%)      |
| Укупно            | 1.364         | 1.277         |